# Kaneshiro Takeshi
Kaneshiro Takeshi (sinh ngày 11 tháng 10 năm 1973) thường được biết đến với tên tiếng Hoa Kim Thành Vũ, là nam diễn viên, ca sĩ mang hai dòng máu Nhật Bản và Đài Loan.